# Dicraeosaurus
A Dicraeosaurus (görög, δικραιος, dikraiosz "kétfejű" + görög σαυρος, szaurosz "gyík") egy kihalt hüllőnem a Diplodocidae dinoszauruszok nemzetségéből. Ez az állat a mai Tanzánia területén élt a kései Jura korszakban. Nevét nyakának háti (dorzális) oldalán található tüskeszerű kinövésekről kapta. Első leleteit Werner Janesch írta le 1914-ben.

## Leírás

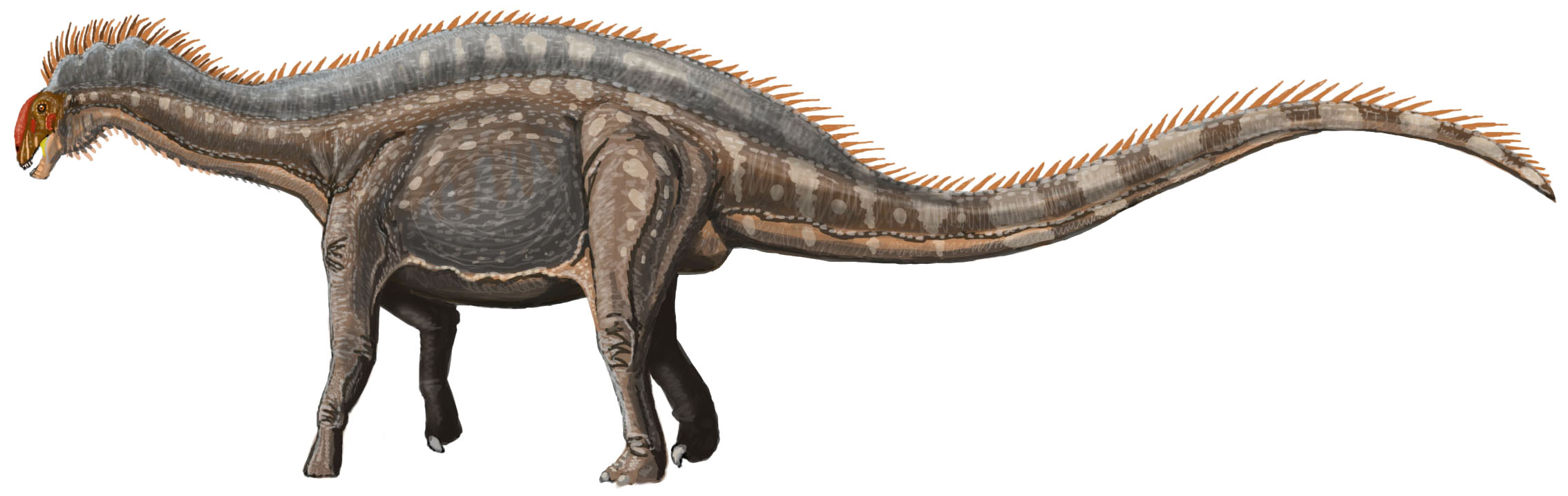
A D. hansemanni rekonstrukciója

A Dicraeosauridae fajok összehasonlítása. Barna: D. hansemanni, piros: D. sattleri.

Ellentétben a legtöbb diplodocidával, a Dicraeosaurus feje nagy, nyaka rövid és vastag volt. A nyakát 12 rövid csigolya alkotta, ami arra utal, hogy az állat alacsonyan elhelyezkedő növényeket legelt (legfeljebb 3 méter magasságig). Hiányzott a nemre jellemző, ostorszerűen elvékonyodó farkvég is. Az állat kisebb termetű is volt, mindössze 14-15 méter hosszú és nagyjából 5-6 tonna tömegű, de még ezzel is a Dicraeosauridae család legnagyobbjának számított. A nem a csigolyákból kiemelkedő hátoldali tüskékről kapta a nevét, amelyek, a család durván Y-alakú tüskéivel ellentétben, egyenesek voltak. Ezek valószínűleg izomcsoportok tapadási felületeként szolgáltak.

## Ősélettan

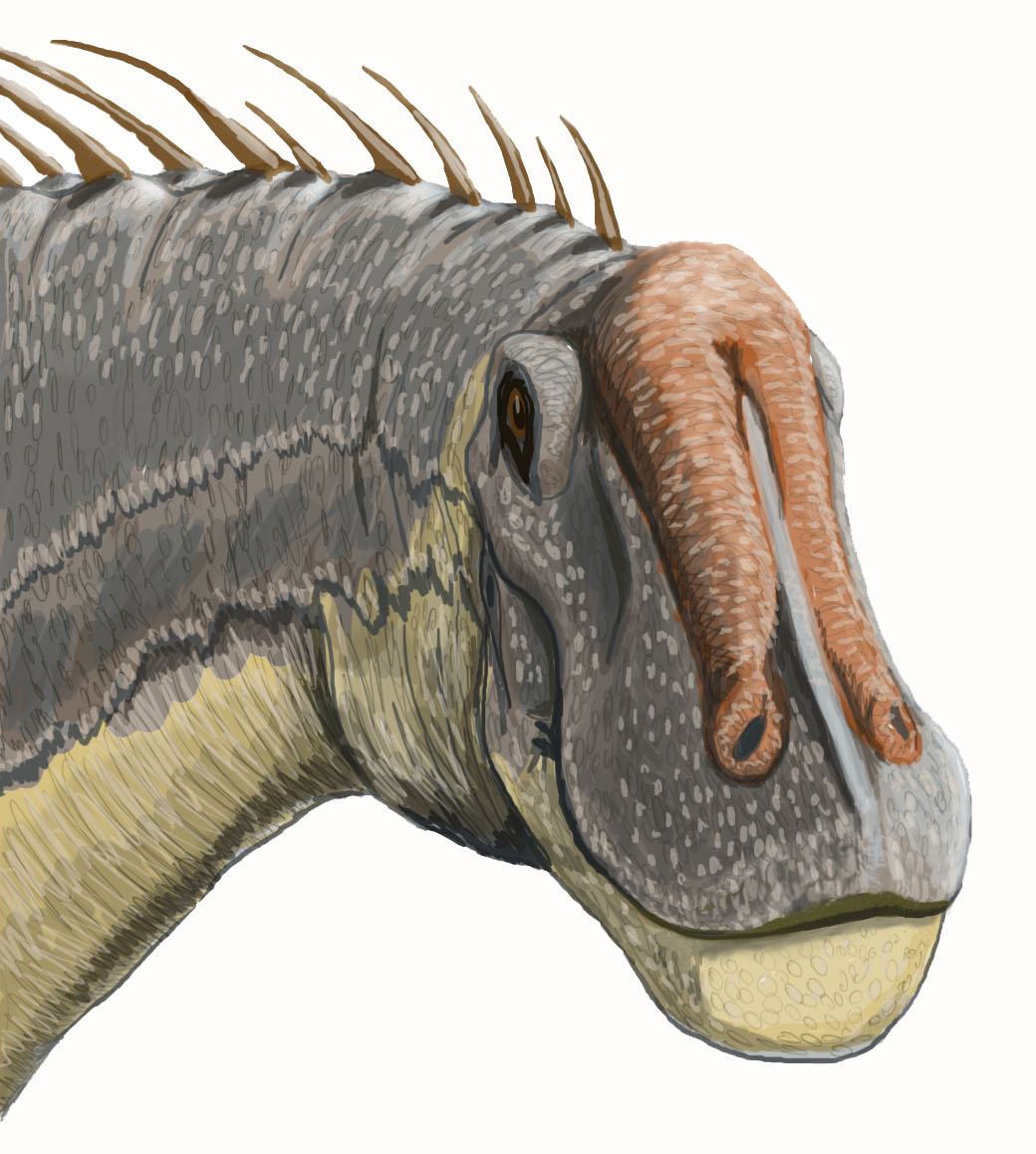
A fej rekonstrukciója

A állat maradványait a késő jura korú Tendaguru formációban találták meg. Az akkori ökoszisztémában egy középtermetű növényevő szerepét látta el. A maradványaival együtt a Giraffatitan és a Kentrosaurus fajok fosszíliáit is megtalálták. Mivel e dinoszauruszok között határozott méretkülönbség volt, valószínűleg a növényzet különböző szintjein táplálkoztak, és ezért feltehetőleg ritkán volt közöttük versengés.

## Fordítás
Ez a szócikk részben vagy egészben  a   Dicraeosaurus című angol Wikipédia-szócikk ezen változatának fordításán alapul.  Az eredeti cikk szerkesztőit annak laptörténete sorolja fel. Ez a jelzés csupán a megfogalmazás eredetét és a szerzői jogokat jelzi, nem szolgál a cikkben szereplő információk forrásmegjelöléseként.